# Wildenfels

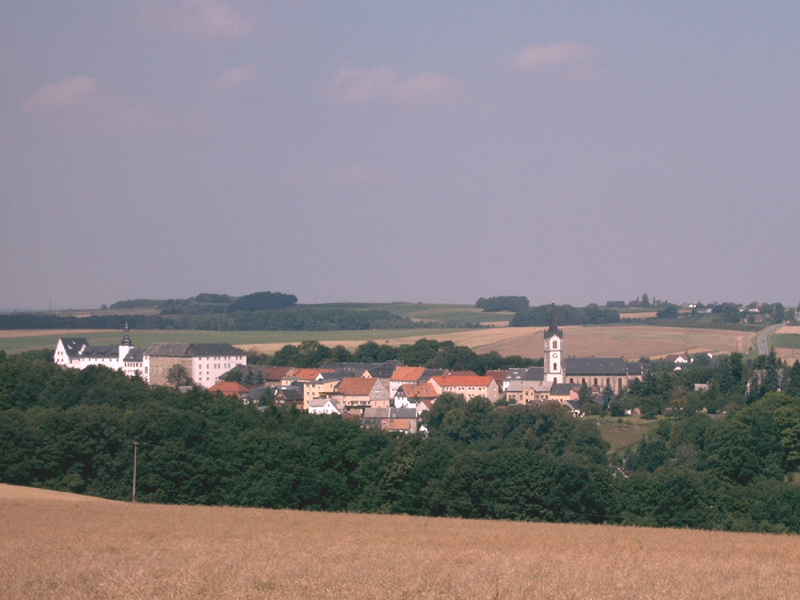
Die Stadt Wildenfels vom Ochsenkopf aus gesehen

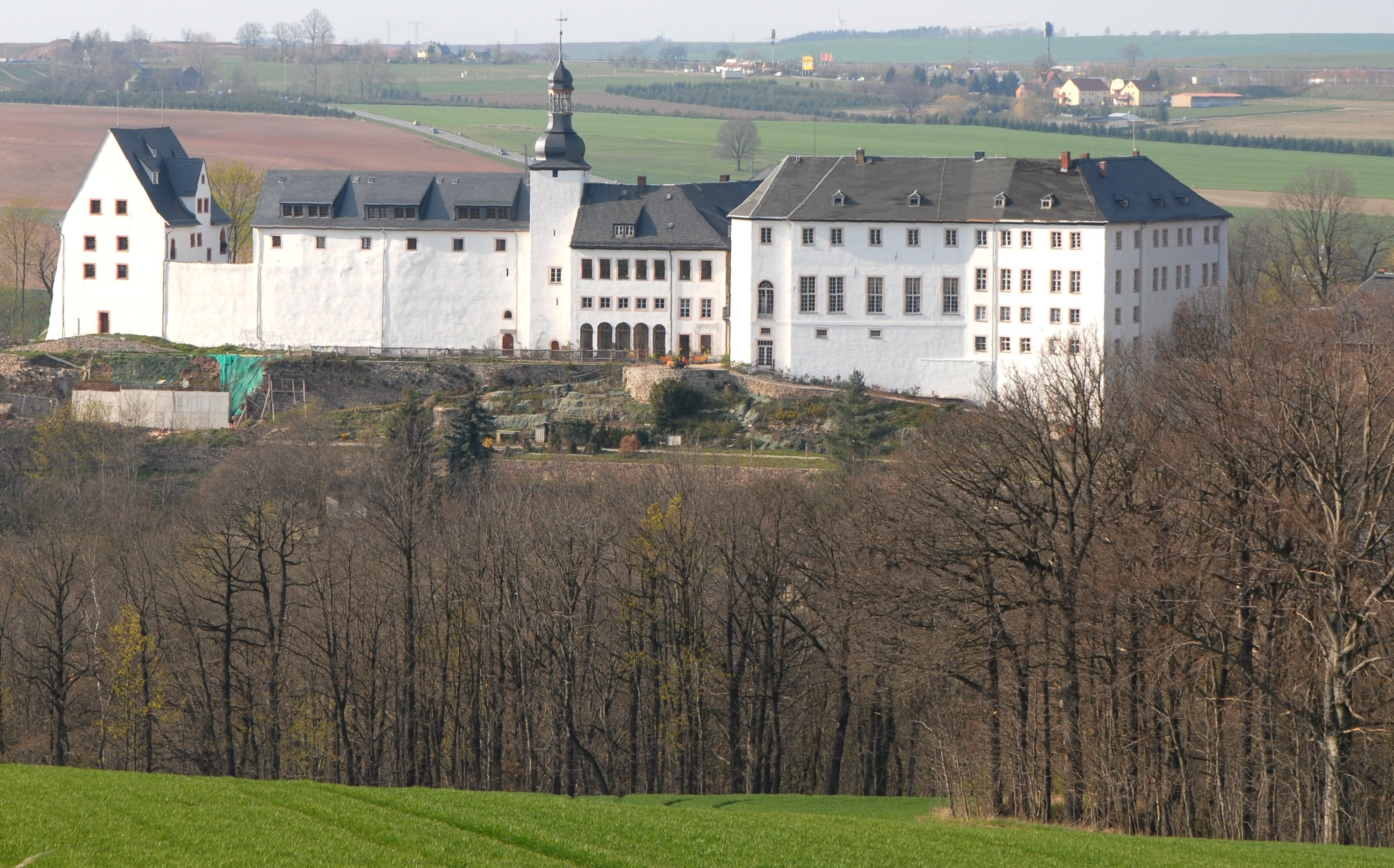
Schloss Wildenfels von Süden

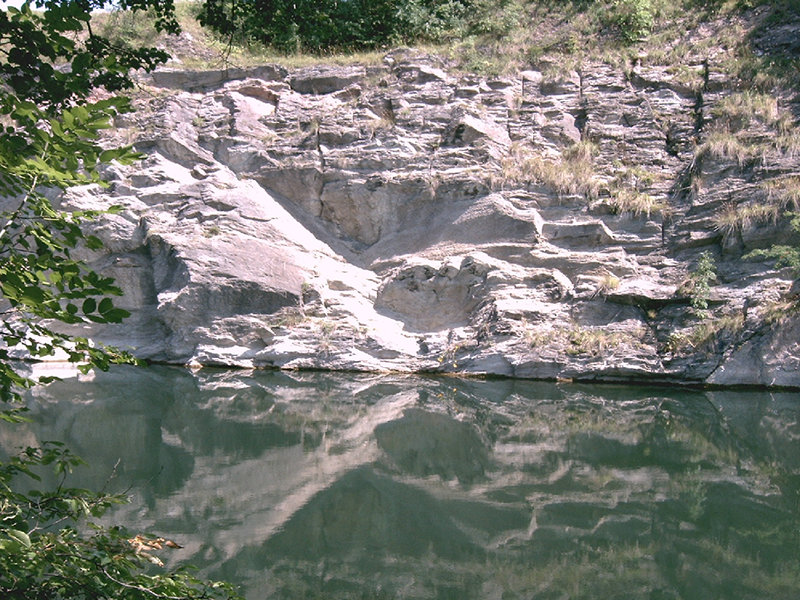
Einer der Wildenfelser Steinbrüche

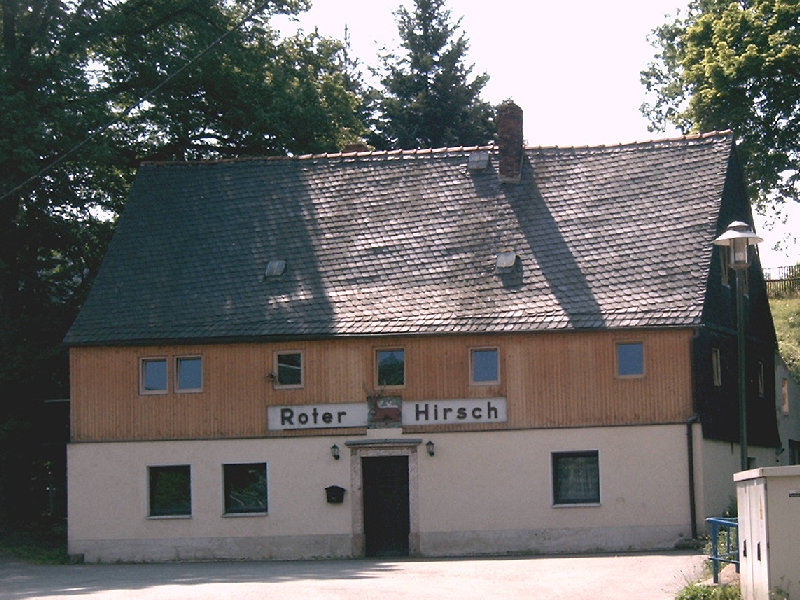
Der Rote Hirsch

Wildenfels ist die kleinste Stadt im Landkreis Zwickau. Schon innerhalb der Ortslage ist die Stadt Wildenfels mit ihren Ortsteilen Wildenfels, Härtensdorf, Schönau, Wiesenburg und Wiesen in eine bergige Landschaft eingebettet, umrahmt von viel Grün und den Höhenzügen des Erzgebirges. Von der einheimischen Bevölkerung wird die westerzgebirgische Mundart gesprochen.

## Geographie

### Geologie
Durch mehrere aufgelassene Steinbrüche hat sich eine in Sachsen seltene Kalkflora ausgebildet, die für das Wildenfelser Zwischengebirge, ein Kleinod für Geologen und Naturfreunde, prägend ist.

### Nachbargemeinden
| Gemeinde Reinsdorf  | Gemeinde Mülsen                             |                         |
| Stadt Wilkau-Haßlau | Kompassrose, die auf Nachbargemeinden zeigt | Stadt Hartenstein       |
| Stadt Kirchberg     |                                             | Gemeinde Langenweißbach |

### Stadtgliederung
Neben der Kernstadt Wildenfels gehören die Ortsteile Wiesenburg, Schönau, Wiesen und Härtensdorf zur Gemeinde.

## Geschichte

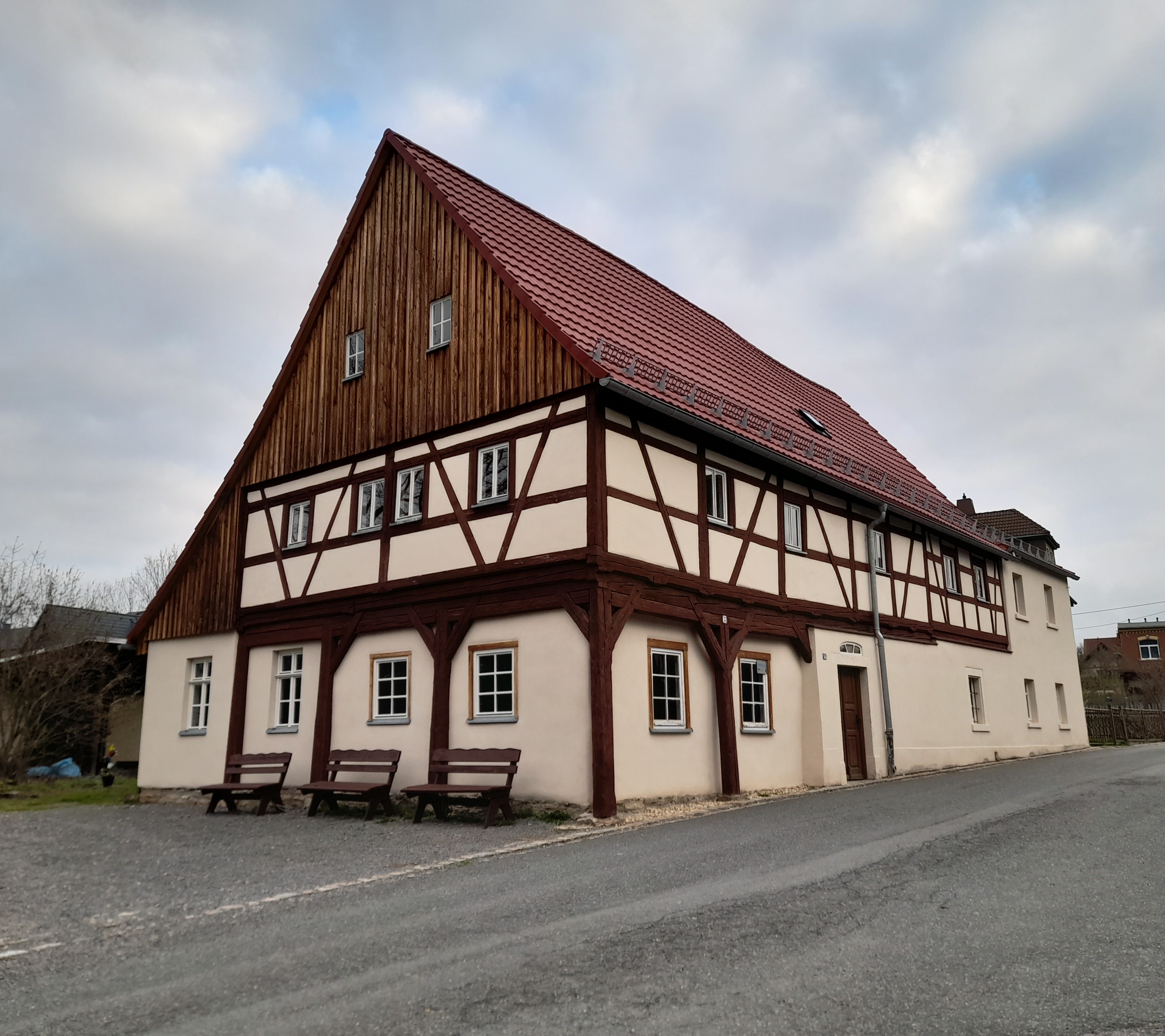
Heimatstube Wildenfels in der ehemaligen Parkschänke

Archäologische Funde deuten darauf hin, dass es eine sehr frühe Besiedlung des Raumes Wildenfels gegeben haben muss. Ausgrabungen, 1958/59 im Bereich des sogenannten „Schönauer Ringwalles“ vorgenommen, sowie Funde keramischer Gegenstände an der alten Grünauer Straße lassen darauf schließen, dass bereits um 1200 vor unserer Zeitrechnung zeitweise Menschen in der Gegend angesiedelt waren.
Die dokumentierte Geschichte des Ortes Wildenfels beginnt im Jahr 1233 mit der erstmaligen urkundlichen Erwähnung, die Entstehung einer dauerhaften Siedlung wird aber noch viel früher vermutet. Bereits 1150 wird eine Wegekapelle zu den Drei Marien am böhmischen Steig im heutigen Ortsteil Härtensdorf geweiht. Auf einem Felssporn liegt das alte Schloss Wildenfels, dem Sitz der Herrschaft Wildenfels, deren Besitzer die Herren zu Wildenfels und von 1602 bis 1945 die Grafen zu Solms-Wildenfels waren. Im Jahr 1235 werden hier Burgmannen genannt. 1251 wird die Wiesenburg erstmals urkundlich erwähnt. Die Ersterwähnungen der Ortsteile Schönau und Härtensdorf folgen 1238 bzw. 1322. Im Jahr 1321 wird ein Castrum erwähnt, sowie 1445 nach einem Herrensitz ein Rittergut. Dieses Rittergut übt auch die Grundherrschaft in Wildenfels aus. Der Ort ist zur Pflege Zwickau gehörig.
Ab dem 15. Jahrhundert besitzt Wildenfels Stadtrecht und hat eigene Gerichtsbarkeit. Von der Kalkgewinnung, erstmals 1533 erwähnt, zeugt noch heute ein erhaltener Hochofen zum Kalkbrennen im Ortsteil Schönau. Wildenfels war bis zum 31. März 1866 nach Härtensdorf gepfarrt und erhielt 1580 (bereits 1589 wieder niedergebrannt) sein erstes Kirchlein, einen turmlosen „Betsaal“. Während der Reformation werden die Orte evangelisch-lutherisch. Im November 1606 findet die erste Taufe in der 2. Wildenfelser Kirche statt. Auch diese Kirche existierte nicht lange und brannte am 16. März 1636 nieder. Der Neubau wurde zu Weihnachten geweiht. Wildenfels war zu dieser Zeit zum Amt Zwickau gehörig.
Der Ortsteil Friedrichsthal wird 1836 oder 1837 eingemeindet. 1858 wird Wiesenburg an das Eisenbahnnetz angeschlossen. Im Jahr 1866 wird die Wildenfelser Kirche wegen Baufälligkeit abgerissen und 1869 der heute bestehende neoromanische Neubau geweiht. Zwischen 1856 und 1875 hatte Wildenfels ein eigenes Gerichtsamt, danach gehörte die Stadt zur Amtshauptmannschaft Zwickau. Mit allen Ortsteilen hat die Wildenfelser Gemarkung eine Größe von 445 Hektar. 1925 kamen auf 2.413 Einwohner 2.299 evangelische und 15 katholische Bürger sowie 99 konfessionslose. Im Zuge der DDR-Kreisreform 1952 wird Wildenfels Teil des aus der Amtshauptmannschaft gebildeten Kreises Zwickau. Im Jahr 1974 wird Schönau nach Wiesenburg eingemeindet. Am 21. März 1994 wird das Wildenfelser Zwischengebirge zum Landschaftsschutzgebiet erklärt und im selben Jahr wird Wildenfels Teil des neugebildeten Landkreises Zwickauer Land.
Am 13. Juni 1995 fassten der Gemeinderat von Härtensdorf und der Wildenfelser Stadtrat den Beschluss über die Eingemeindung Härtensdorfs. Am 1. Oktober 1995 wurde dieser Beschluss umgesetzt. Nicht ganz so reibungslos ging der Gemeindezusammenschluss mit Wiesenburg und seinen Ortsteilen Wiesen und Schönau vonstatten. Am 14. Mai 1998 fassten die Bürgermeister von Wiesenburg sowie der angrenzenden Gemeinde Silberstraße die Vereinbarung über den Zusammenschluss beider Gemeinden. Dem entgegen standen die Vorgaben aus dem Entwurf der Gemeindegebietsreform der sächsischen Staatsregierung, gegen den geklagt wurde. Am 25. August 1999 verwarf der Verfassungsgerichtshof des Freistaates Sachsen die Klage Wiesenburgs, wodurch der Gemeindezusammenschluss mit Wildenfels rechtskräftig wurde. 2006 wird ein Zusammenschluss mit der Stadt Hartenstein durch einen Bürgerentscheid verhindert. 2010 wurde 777-jähriges Jubiläum gefeiert.

### Ost-Ampelmännchen
1974 bekam die Firma Schmidt KG (der spätere VEB Signaltechnik) in Wildenfels den Auftrag zur Produktion des berühmten Ost-Ampelmännchens und rüstete bis zur Wende die Fußgängerampeln mit den Ampelmännchen aus.

### Eingemeindungen
| Ehemalige Gemeinde | Datum           | Anmerkung                     |
| ------------------ | --------------- | ----------------------------- |
| Friedrichsthal     | 1836            |                               |
| Härtensdorf        | 1. Oktober 1995 |                               |
| Schönau            | 1974            | Eingemeindung nach Wiesenburg |
| Wiesen             | 1961            | Eingemeindung nach Wiesenburg |
| Wiesenburg         | 1. Januar 1999  |                               |

### Einwohnerentwicklung
| - 1834: 2.038 - 1933: 2.545 - 1998: 4.200 - 1999: 4.184 | - 2000: 4.120 - 2001: 4.156 - 2002: 4.089 - 2003: 4.081 | - 2004: 4.013 - 2007: 3.936 - 2008: 3.926 - 2012: 3.830 | - 2013: 3.779 - 2018: 3.583 - 2019: 3.552 |

 Datenquelle ab 1998: Statistisches Landesamt Sachsen

## Religionen
Die Ortsteile Wildenfels, Härtensdorf und Schönau haben je eine ev.-luth. Kirchgemeinde, welche mit der Kirchgemeinde in Zschocken ein Schwesternkirchverhältnis haben.

## Politik

### Stadtrat
Seit der Stadtratswahl am 9. Juni 2024 verteilen sich die 14 Sitze des Stadtrates folgendermaßen auf die einzelnen Gruppierungen:
- CDU: 5 Sitze
- AfD: 2 Sitze (zwei Sitze bleiben mangels Kandidaten unbesetzt)
- Freie Wähler: 3 Sitze
- Sport Wildenfels/Wiesenburg/Schönau: 2 Sitze
- FDP: 1 Sitz
- LINKE: 1 Sitz

| Stadtrat ab 2024Insgesamt 14 Sitze - Linke: 1 - Sport: 2 - FW: 3 - FDP: 1 - CDU: 5 - AfD: 2 Zwei AfD-Sitze bleiben mangels Kandidaten unbesetzt. Der Stadtrat verkleinert sich entsprechend. | Liste                               | 2024   | 2024   | 2019   | 2019   | 2014   | 2014   |
| Stadtrat ab 2024Insgesamt 14 Sitze - Linke: 1 - Sport: 2 - FW: 3 - FDP: 1 - CDU: 5 - AfD: 2 Zwei AfD-Sitze bleiben mangels Kandidaten unbesetzt. Der Stadtrat verkleinert sich entsprechend. | Liste                               | Sitze  | in %   | Sitze  | in %   | Sitze  | in %   |
| Stadtrat ab 2024Insgesamt 14 Sitze - Linke: 1 - Sport: 2 - FW: 3 - FDP: 1 - CDU: 5 - AfD: 2 Zwei AfD-Sitze bleiben mangels Kandidaten unbesetzt. Der Stadtrat verkleinert sich entsprechend. | CDU                                 | 5      | 29,2   | 6      | 37,9   | 7      | 41,0   |
| Stadtrat ab 2024Insgesamt 14 Sitze - Linke: 1 - Sport: 2 - FW: 3 - FDP: 1 - CDU: 5 - AfD: 2 Zwei AfD-Sitze bleiben mangels Kandidaten unbesetzt. Der Stadtrat verkleinert sich entsprechend. | AfD                                 | 2      | 22,5   | –      | –      | –      | –      |
| Stadtrat ab 2024Insgesamt 14 Sitze - Linke: 1 - Sport: 2 - FW: 3 - FDP: 1 - CDU: 5 - AfD: 2 Zwei AfD-Sitze bleiben mangels Kandidaten unbesetzt. Der Stadtrat verkleinert sich entsprechend. | Freie Wähler                        | 3      | 19,5   | 2      | 13,6   | 2      | 11,8   |
| Stadtrat ab 2024Insgesamt 14 Sitze - Linke: 1 - Sport: 2 - FW: 3 - FDP: 1 - CDU: 5 - AfD: 2 Zwei AfD-Sitze bleiben mangels Kandidaten unbesetzt. Der Stadtrat verkleinert sich entsprechend. | Sport Wildenfeld/Wiesenburg/Schönau | 2      | 14,1   | 4      | 25,1   | 3      | 17,5   |
| Stadtrat ab 2024Insgesamt 14 Sitze - Linke: 1 - Sport: 2 - FW: 3 - FDP: 1 - CDU: 5 - AfD: 2 Zwei AfD-Sitze bleiben mangels Kandidaten unbesetzt. Der Stadtrat verkleinert sich entsprechend. | FDP                                 | 1      | 7,2    | 2      | 10,8   | 2      | 12,2   |
| Stadtrat ab 2024Insgesamt 14 Sitze - Linke: 1 - Sport: 2 - FW: 3 - FDP: 1 - CDU: 5 - AfD: 2 Zwei AfD-Sitze bleiben mangels Kandidaten unbesetzt. Der Stadtrat verkleinert sich entsprechend. | Linke                               | 1      | 7,2    | 2      | 12,6   | 2      | 12,2   |
| Stadtrat ab 2024Insgesamt 14 Sitze - Linke: 1 - Sport: 2 - FW: 3 - FDP: 1 - CDU: 5 - AfD: 2 Zwei AfD-Sitze bleiben mangels Kandidaten unbesetzt. Der Stadtrat verkleinert sich entsprechend. | Grüne                               | –      | –      | –      | –      | –      | 5,2    |
| Stadtrat ab 2024Insgesamt 14 Sitze - Linke: 1 - Sport: 2 - FW: 3 - FDP: 1 - CDU: 5 - AfD: 2 Zwei AfD-Sitze bleiben mangels Kandidaten unbesetzt. Der Stadtrat verkleinert sich entsprechend. | Wahlbeteiligung                     | 74,7 % | 74,7 % | 67,8 % | 67,8 % | 50,8 % | 50,8 % |

### Bürgermeister
Bürgermeister ist seit 2001 Tino Kögler.
| Wahl | Bürgermeister | Vorschlag | Wahlergebnis (in %) |
| ---- | ------------- | --------- | ------------------- |
| 2021 | Tino Kögler   | Kögler    | 96,2                |
| 2014 | Tino Kögler   | Kögler    | 98,2                |
| 2007 | Tino Kögler   | Kögler    | 63,5                |

### Wappen
Blasonierung: „Das Wappen der Stadt Wildenfels zeigt einen wachsenden Löwen und eine Rose. Der Löwe im Wildenfelser Wappen wird als wachsend bezeichnet, weil nur sein Oberkörper erscheint. Die Farbgebung des Wappens ist goldener Löwe im blauen Feld und blaue Rose im goldenen Feld.“ Das Wappen basiert auf einem älteren Härtensdorfer Kirchensiegel und wurde 1902 vom kgl. sächs. Innenministerium in der heute noch gültigen Form genehmigt.

## Kultur und Sehenswürdigkeiten

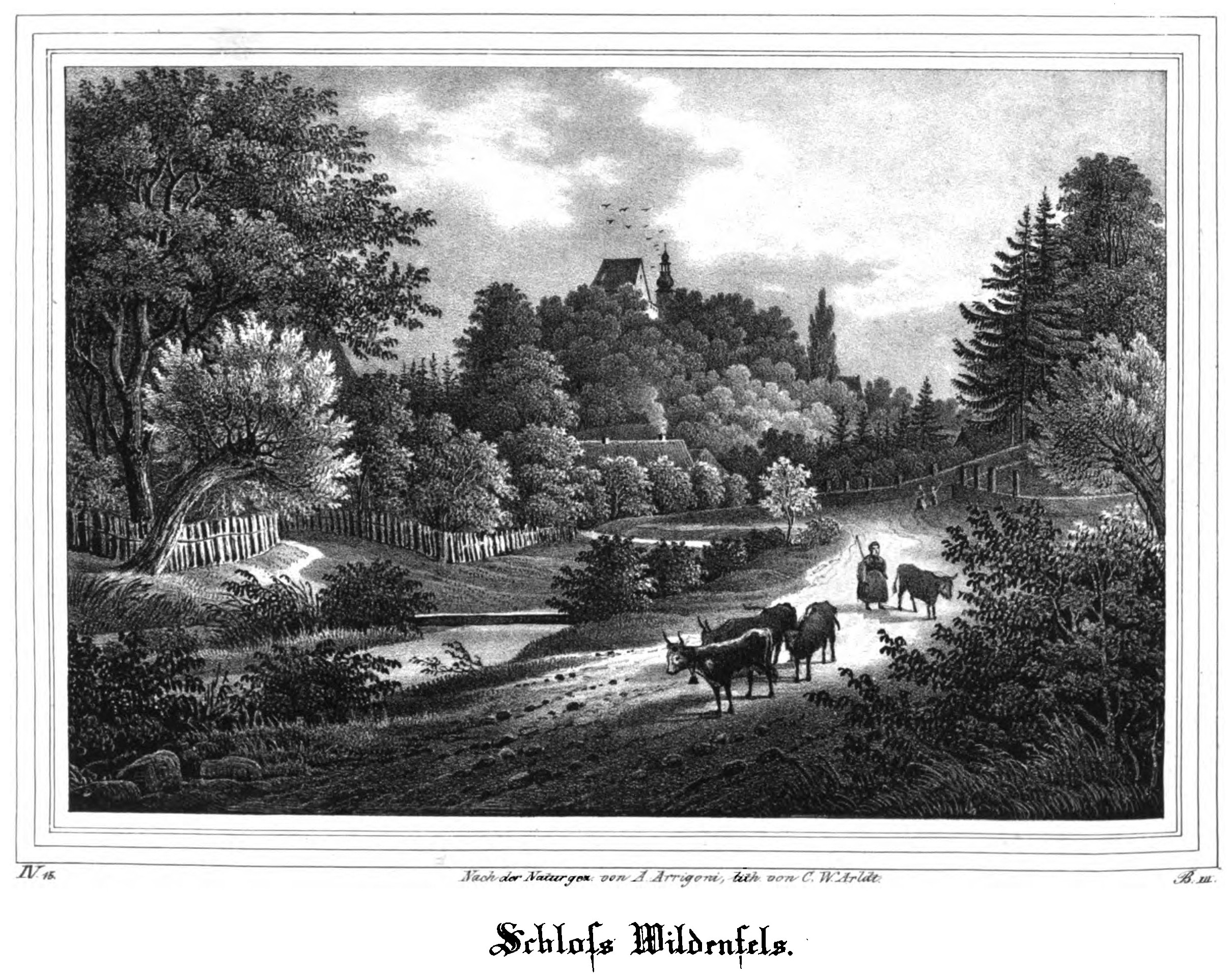
Schloss Wildenfels, Lithographie 1839

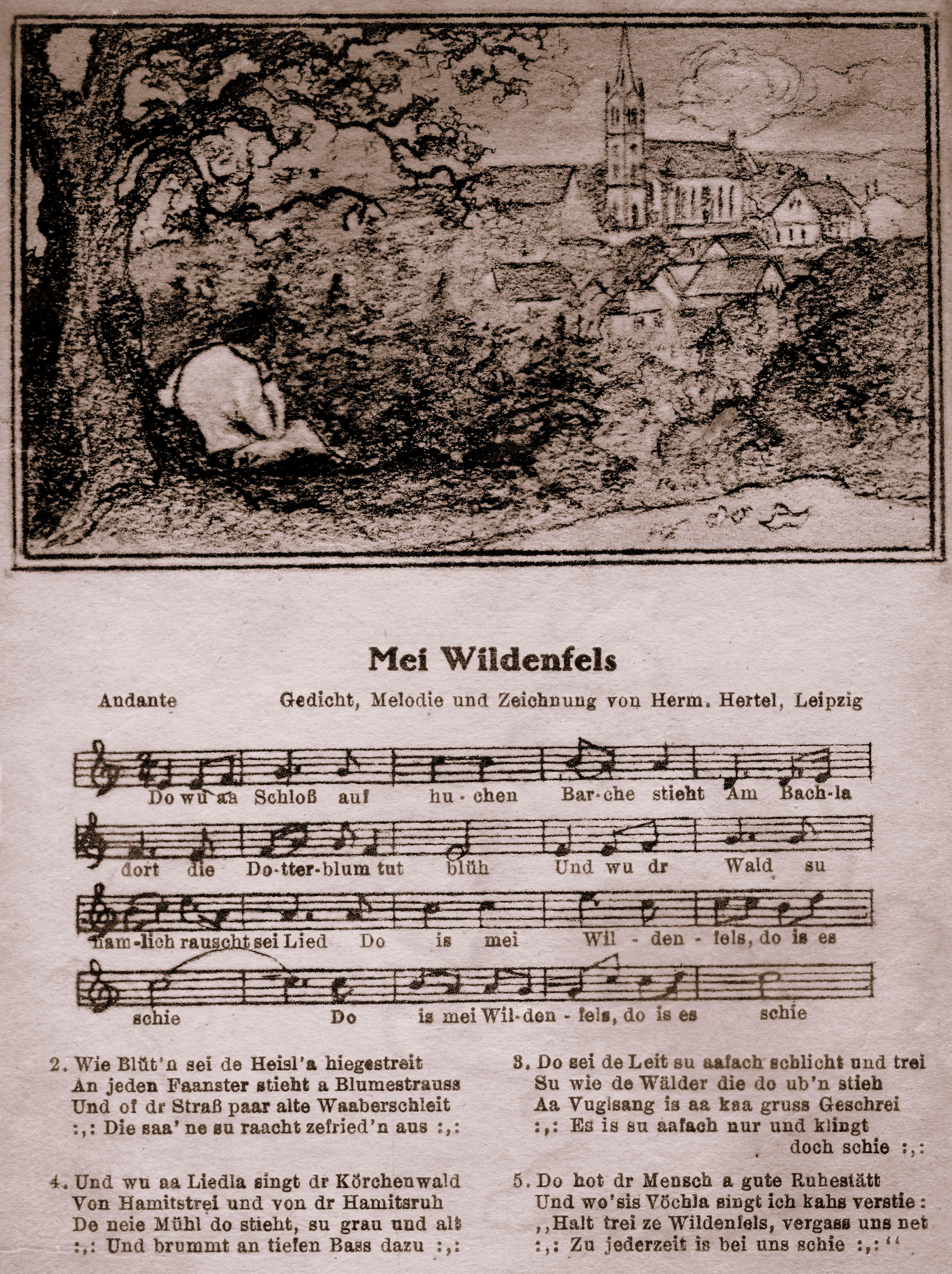
„Mei Wildenfels“. Das Wildenfelser Heimatlied des Mundartdichters Hermann Hertel (1891–1969)

- Kirche „Zu den drei Marien“ im Ortsteil Härtensdorf mit Flügelaltar von Peter Breuer

Die frühere Patronatskirche der Herrschaft Wildenfels wurde gegründet um 1150, erstmals urkundlich erwähnt 1322 (Pfarrer Fritz von Melrin), ist Maria Joachim, der Mutter Jesu, Maria Kleophas und Maria Salome geweiht. Der Flügelaltar, 1509/1510 von dem Zwickauer Bildschnitzer Peter Breuer geschnitzt, war Ersatz für ein bereits vorher bestehendes Gnadenbild der Drei Marien in dieser Nahwallfahrtsstätte und Pfarrkirche. Letzter katholischer Pfarrer war Jakob Timbler. Er schloss mit Frau Agnese, Schenkin auf Wildenfels, einen Vertrag ab, wonach „wie in alten Zeiten“ der Pfarrer von Härtensdorf die Herrschaft und das Städtlein Wildenfels geistlich zu betreuen und den Schlosskaplan zu Wildenfels zur Hälfte materiell zu versorgen habe. Dies galt in abgewandelter Form bis 1866; geistlicher Dienstvorgesetzter für den Wildenfelser Kaplan bzw. späteren Diakon war der Härtensdorfer Pfarrer. Dieser hatte darüber hinaus auch die Herrschaft Wildenfels bei Abwesenheit des Grafen nach außen hin zu vertreten. Im Pfarrarchiv Härtensdorf existieren dazu eine Reihe von sogenannten Amtsakten. Nach Einführung der Reformation war die Kirche Grablege der letzten evangelischen Herren zu Wildenfels. In ihr befinden sich Epitaphien von Anarg Heinrich von Wildenfels († 1539 in Altenburg), Heinrich von Wildenfels († 1558) und Anarg Friedrich von Wildenfels († 1602). Ein wappentragender Engel (Wappen der Herren zu Wildenfels) im Eingangsbereich der Kirche zeugt von ihrer Bedeutung als ehemalige Hofkirche der Herrschaft Wildenfels. 1531 wurde Wolfgang Taschner als erster evangelischer Pfarrer für Härtensdorf mit Wildenfels in sein Amt eingeführt, Magister Haase war der erste Pfarrer, der den Titel „Hofprediger von Wildenfels, Pfarrer zu Härtensdorf“ trug. 1865 starb der letzte Pfarrer Dautenhahn, der diesen Titel trug.
Das Städtlein Wildenfels war bis 1866 Filial von Härtensdorf. Mit Wirkung vom 1. April 1866 wurden die städtischen Anteile aus der Parochie Härtensdorf ausgegliedert und die juristisch selbständige Kirchgemeinde Wildenfels gegründet. Deshalb sind auch heute noch viele Kirchakten, beide Gemeinden betreffend, in Härtensdorf archiviert. Auch nach Einführung der Reformation 1529 wurde das Patrozinium Drei Marien beibehalten. Der Altar ziert (mit Unterbrechung von 1698(?) bis 1939) bis heute die altehrwürdige Härtensdorfer Kirche, er wurde 1939 und 1996–2000 umfassend restauriert und wird liturgisch als Wandelaltar genutzt (Karfreitag geschlossen, Ostern früh geöffnet). 1934 wurde in der Kirche zu den Drei Marien die erste geschlossene Bekennende Gemeinde in Sachsen als Gegenbewegung zu den nationalsozialistisch unterwanderten Deutschen Christen gegründet. Die heute bestehende Orgel in der Kirche zu den Drei Marien wurde von Urban Kreutzbach aus Borna 1846 gebaut, zur Härtensdorfer Kirchweih (Sonntag nach St. Gallus) 1846 festlich eingeweiht und 2010/11 umfassend restauriert. Der Turm trägt seit 2018 wieder ein Bronzegeläut, darunter die Marienglocke aus dem Jahre 1450. 2017 wurden zwei neue Bronzeglocken von der Fa. Grassmayr, Innsbruck gegossen, die am 17. September 2017 festlich geweiht wurden. Am Ostersonntag 2018 erklang das Tedeumgeläut mit den Nominaltönen f-as-b zum ersten Mal. Die Marienglocke von 1450 verfügt über den Nominalton b, sie ist jetzt die kleinste Glocke. Gutachten von 1917, 1941 und diverse Gutachten im Rahmen der Geläutsanierung bestätigen den hohen kulturhistorischen Wert der Härtensdorfer Marienglocke.
- Friedhofskapelle von Oskar Menzel, um 1909[13]
- St. Rochus-Kirche im Ortsteil Schönau mit Figuren von Peter Breuer
- Schloss Wildenfels mit u. a. Blauen Salon, Wintergarten, Schlosskeller und Schlosssaal

### Naturschutz
- Siehe auch: Liste der Naturdenkmale in Wildenfels

### Museen
- Niedere Mühle in Schönau
- Wildenfelser Pfefferkuchenmuseum im Schloss Wildenfels

## Wirtschaft und Infrastruktur

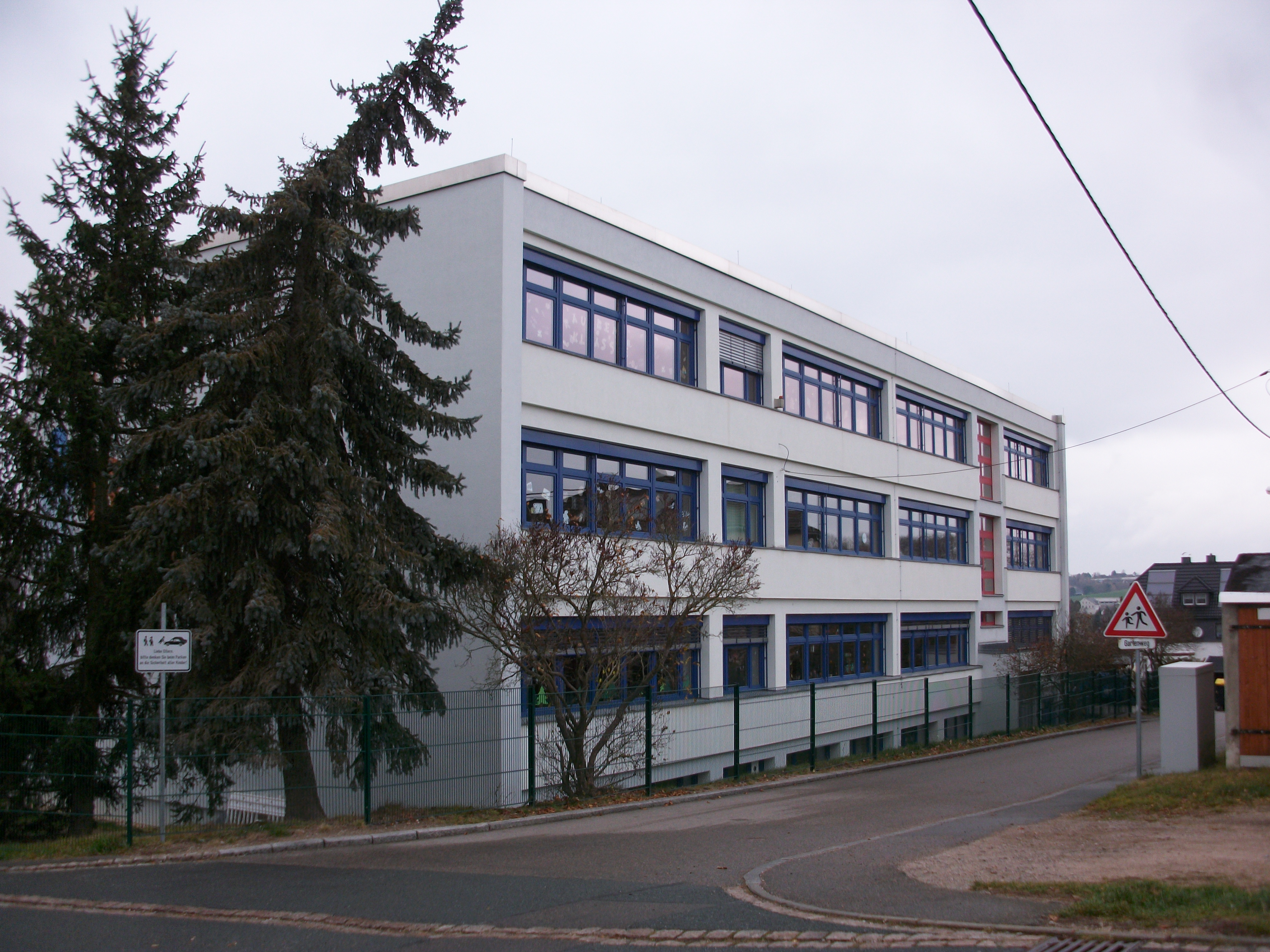
Grundschule Wildenfels

### Verkehr
Wildenfels besitzt Anschluss an die Bundesautobahn 72 sowie an die Staatsstraßen 277, 282 und 283. Durch die Ortsteile Wiesen und Wiesenburg verläuft die Silberstraße (Bundesstraße 93) von Zwickau nach Schneeberg. In Wiesenburg gibt es einen neu gestalteten Haltepunkt der DB Erzgebirgsbahn der Bahnstrecke Zwickau–Schwarzenberg. Im Fahrradverkehr ist Anbindung an den Mulderadweg und den Radweg Silberstraße im Ortsteil Wiesenburg vorhanden.

### Öffentliche Einrichtungen
- Asklepios Fachklinikum Wiesen (Fachkrankenhaus für Psychiatrie und Psychotherapie)

### Bildung
- Fremdsprachenkindertageseinrichtung „Rainbow“ (Kindertagesstätte)
- Grundschule Wildenfels
- BFS Wildenfels (im OT Wiesenburg gelegen)
- Niederlassung der Kreismusikschule „Clara Wieck“

## Persönlichkeiten

### Ehrenbürger
Die ersten beiden Wildenfelser Ehrenbürger wurden anlässlich der 777-Jahr-Feier im Jahre 2010 ernannt.
- Monika Badock (1940–2018), Ortschronistin,
- Karl Weiß (* 1942), Vorsitzender des Freundeskreises Schloß Wildenfels.

Am 15. Dezember 2013 anlässlich der Härtensdorfer Adventsmusik wurde durch den Bürgermeister Tino Kögler in Abstimmung mit dem Stadtrat zum dritten Ehrenbürger ernannt
- Frank Mempel, Stadtrat seit 1990.

Am 15. Juni 2014 anlässlich der Einweihung des Kleinfeldsportplatzes der Stadt Wildenfels wurde auf Grund seiner Verdienste als bedeutender Sportfunktionär und als ehemaliger Bürgermeister der Stadt Wildenfels zum vierten Ehrenbürger ernannt
- Wolfgang Weinhold (parteilos).

### Söhne und Töchter der Stadt
- Adam Siber (1516–1584), Humanist und Pädagoge
- Anarg zu Wildenfels (Anarg Heinrich von Wildenfels) (vor 1490–1539) Reichsgraf, Jurist, kursächs. Amtmann, ev.-luth. Kirchenvisitator, Besitzer der Herrschaft Wildenfels, Großvater von Anarg Friedrich von Wildenfels
- Anarg Friedrich von Wildenfels (1555–1602), Professor und Besitzer der Herrschaft Wildenfels
- im Ortsteil Wiesenburg: Benno Friedrich Brand von Lindau (1571–1625), Mitglied der Fruchtbringenden Gesellschaft
- Erdmuthe Benigna Reuß zu Ebersdorf (1670–1732), Pietistin
- Friedrich Christoph Graf zu Solms-Wildenfels (1712–1792), kursächsischer General der Infanterie
- Carl Christian Vogel von Vogelstein (1788–1868), Maler
- Alwin Bauer (1856–1928), nationalliberaler Politiker, MdL (Königreich Sachsen), Unternehmer in Aue
- Adolf Rehm (1867–1952), Bildhauer
- Herbert Ebersbach (1902–1984), Maler
- Wilfried Heinicke (1923–2004), Fachtierarzt und Hochschullehrer
- Johannes Chemnitzer (1929–2021), SED-Funktionär
- Hans Scheibner (* 1939), Radrennfahrer
- Matthias Creutziger (* 1951), Konzert- und Theaterfotograf

### Persönlichkeiten, die mit der Stadt in Verbindung stehen
- Christian Leberecht Vogel (1759–1816), Maler und Kunsttheoretiker
- Carl Friedrich Döhnel (1772–1853), einer der Begründer der erzgebirgischen Mundartliteratur, wirkte als Rechtsanwalt in Wiesenburg
- Helmut Weck (1926–2001), Pädagoge und Wissenschaftler, wirkte als Lehrer in Wildenfels